# Pasar Baru (Tebing Tinggi Kota)
Pasar Baru is een bestuurslaag in het regentschap Tebing Tinggi van de provincie Noord-Sumatra, Indonesië. Pasar Baru telt 2102 inwoners (volkstelling 2010).